# Augustus A. Chapman
Augustus Alexandria Chapman (* 9. März 1803 in Union,  Monroe County, Virginia; † 7. Juni 1876 in Hinton, West Virginia) war ein US-amerikanischer Politiker. Von 1843 bis 1847 vertrat er den Bundesstaat Virginia im US-Repräsentantenhaus.

## Werdegang
Nach einem Jurastudium und seiner 1825 erfolgten Zulassung als Rechtsanwalt begann Augustus Chapman in seiner heute zu West Virginia gehörenden Heimatstadt Union in diesem Beruf zu arbeiten. Später schlug er als Mitglied der Demokratischen Partei eine politische Laufbahn ein. Zwischen 1835 und 1841 saß er im Abgeordnetenhaus von Virginia. Bei den Kongresswahlen des Jahres 1842 wurde er im zwölften Wahlbezirk von Virginia in das US-Repräsentantenhaus in Washington, D.C. gewählt, wo er am 4. März 1843 die Nachfolge von Thomas Walker Gilmer antrat. Nach einer Wiederwahl konnte er bis zum 3. März 1847 zwei Legislaturperioden im Kongress absolvieren. Diese waren seit 1845 von den Ereignissen des Mexikanisch-Amerikanischen Krieges geprägt.
In den Jahren 1850 und 1851 war Chapman Delegierter auf einer Versammlung zur Überarbeitung der Verfassung von Virginia. Zwischen 1857 und 1861 war er erneut Abgeordneter im Staatsparlament. Bei Ausbruch des Bürgerkrieges wurde er Brigadegeneral der Staatsmiliz, die als Teil des Heeres der Konföderation am Krieg teilnahm. Nach dessen Ende praktizierte Chapman wieder als Anwalt. Außerdem wurde er auch in der Landwirtschaft tätig. Er starb am 7. Juni 1876 in Hinton auf dem Weg zum regionalen Parteitag der Demokraten in Virginia.